# Széchy Beáta
Széchy Beáta (Budapest, 1950. szeptember 20. –) magyar grafikus- és képzőművész.

## Életpályája
Szülei: Széchy Pál és Bodó Irén voltak. 1975–1980 között a Magyar Képzőművészeti Főiskola hallgatója volt. 1982–1986 között a Fiatal Művészek Stúdiójának elnökhelyettese volt. 1986-ig dolgozott Magyarországon. 1986-ban Rómában, 1990-ben a kaliforniai Berkeley-ben ösztöndíjas volt. Az 1980-as évek vége óta az USA-ban él. 1991-ben létrehozta a Magyar Multikulturális Központot. 1993-ban Texasba költözött. 1994–1995 között Budapesten kortárs amerikai művészek munkáiból rendezett kiállítást. 1995-től amerikai művészek számára művésztelepet szervezett Balatonfüreden. 1999-ben a dallasi Metodista Egyetemen (Southern Methodist University) mesterdiplomát szerzett. 2005-ben az Ernst Múzeumban Kör című retrospektív kiállítása nyílt.
Alkalmi munkákból élt; nyomatokat, monoprinteket, monotype-okat készített. Berkeley-ben galériát nyitott.

## Kiállításai

### Egyéni
- 1982-1983, 1986, 1994, 1998, 2001 Budapest
- 1984 Makó, Kecskemét
- 1985 Boglárlelle
- 1986 Róma, Balassagyarmat
- 1987 San Francisco
- 1995 Bukarest

### Válogatott, csoportos
- 1981 Szeged, Miskolc
- 1983 Pécs, Budapest
- 1984 Oslo, Berlin, Budapest
- 1985-1986, 1997 Budapest
- 1986 London
- 1987 San Francisco, Los Angeles

## Művei

### Installációk
- Kint-bent (1994-1995)
- Határtalan krt (1995)
- Floppy flowers

## Díjai
- Stúdió kiállítás I. díj (1982)
- NKA Nemzetközi Kulturális Alap díja (1995, 1998, 2003, 2009-2012, 2016, 2018)
- Munkácsy Mihály-díj (2022)